# Односи Југославије и Судана
Односи Југославије и Судана су били историјски спољни односи између Судана и Социјалистичке Федеративне Републике Југославије. Обе земље су биле оснивачи Покрета несврстаних. Председник Судана Ибрахим Абуд је лично учествовао на Конференцији несврстаних 1961. у Београду. Односи између две земље су се интензивирали након неуспелог државног удара 1971. када је Судан хтео да замени своје бивше везе са Совјетским Савезом побољшаним односима са Југославијом и Социјалистичком Републиком Румунијом.
Амбасада Сједињених Држава у Картуму је веровала да су односи Судана са Југославијом његови најближи односи са било којом социјалистичком државом и да је Картум признао југословенску независност од Совјетског Савеза после 1948. године. Југословенска страна је била заинтересована за даљи развој односа са Суданом као једним од Несврстаних нових независних држава у Африци. Земља је тумачила своје везе са земљама које нису чланице блокова као прилику да ојача своју дипломатску позицију током Хладног рата. Југославија је стога пружила посебно важне услуге у снабдевању деловима и одржавању застареле совјетске војне опреме у Судану. Земља је такође обезбедила радио-предајнике и половне поморске патролне летелице за употребу у Црвеном мору.  Важан аспект југословенске подршке био је фокусиран на морнарицу где је пружала основну помоћ у успостављању Суданске морнарице и више од једне деценије пружала све своје бродове и већину официрске и техничке обуке.

## Списак билатералних државних посета

### Југословенске посете Судану
- 12-18. фебруар 1959: Јосип Броз Тито[4]
- 14–18. фебруар 1962: Јосип Броз Тито[4]
- 20–23. фебруар 1970: Јосип Броз Тито[4]

### Суданске посете Југославији
- 9–20. јул 1960: Ибрахим Абуд[4]
- Јул 1961: Ибрахим Абуд[4]
- Април 1973: Џафар Нумејри[4]